# Steinbruch Guber

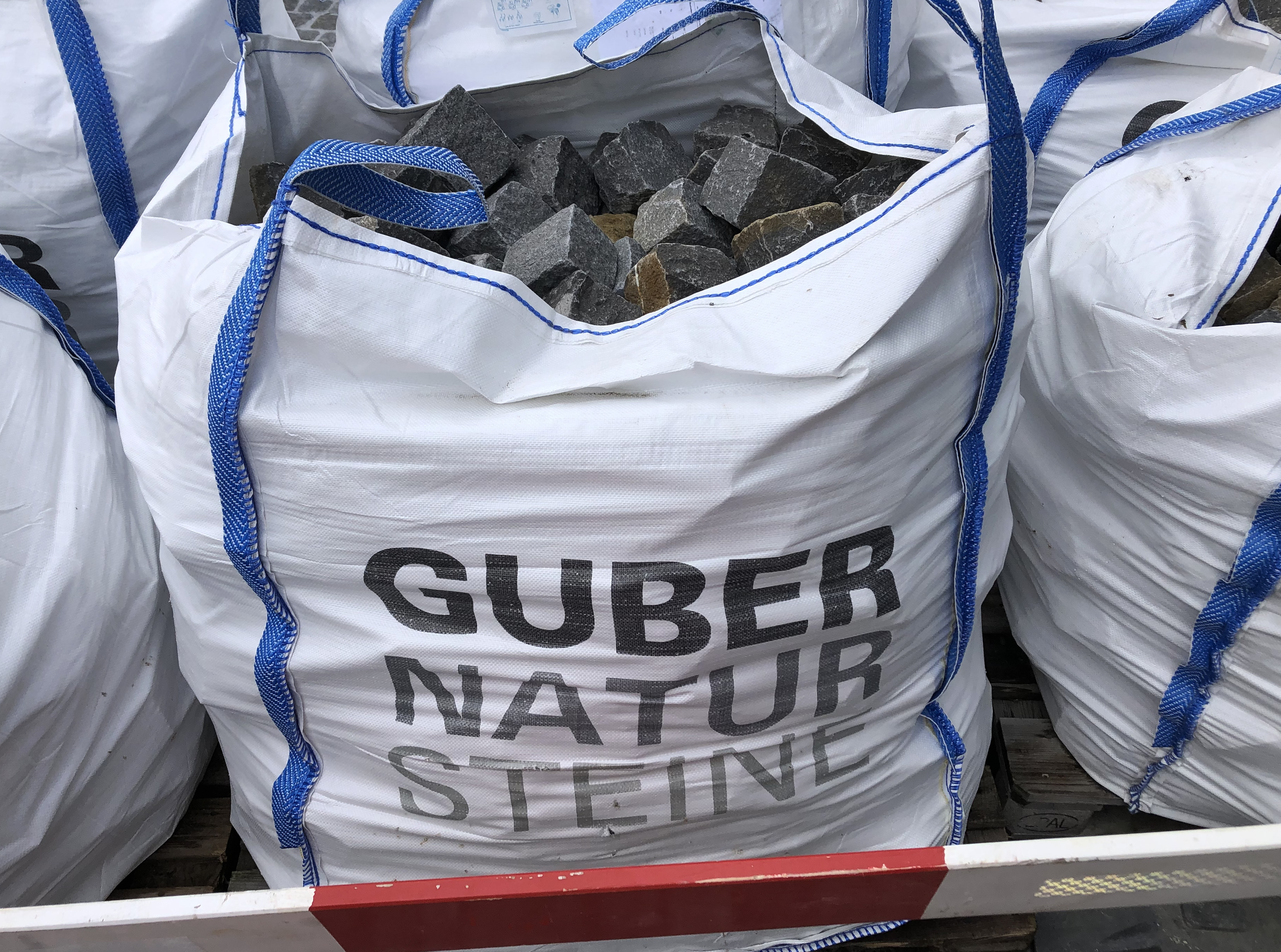
Pflastersteine

Der Steinbruch Guber ist ein Steinbruch von Quarzsandstein in der Gemeinde Alpnach im Kanton Obwalden in der Schweiz. Das Gestein hat eine hell- bis dunkelgraue Farbe und ist oft von weissen Calcitadern durchzogen. Der Steinbruch ist einer der grössten Steinbrüche der Schweiz und wird seit 1904 ausgebeutet. Der Name Guber stammt von dem gallischen Wort kuvro, das Geröll oder Schutt bedeutet.

## Geschichte
Der Quarzsandstein im Gebiet Guber entstand vor rund 60 Millionen Jahren.
Der Steinbruch wurde 1904 von Giovanni Toneatti und Jacques Hösli gegründet. Toneatti hatte die Qualität des Gubersteins entdeckt, eine Überprüfung auf Druckfestigkeit und Wetterbeständigkeit durch die Eidgenössische Materialprüfungs- und Forschungsanstalt ergab gute Ergebnisse.
Bis 1926 gab es für den Abtransport der Pflastersteine nur eine Luftseilbahn hinunter bis zur Steinweid, von dort wurden die Steine mit Pferdefuhrwerken zum Bahnhof Alpnach transportiert. Ab 1926 konnte eine 3,7 Kilometer lange Standseilbahn vom Guber zur Verladestation beim Bahnhof Alpnach Dorf genutzt werden. Es handelte sich um eine Windenbahn. Der Antrieb mit der Winde war in einem kleinen Gebäude neben der Bergstation auf der Terrasse I installiert. Es gab Zwischenstationen bei den Terrassen II und III. Die Talstation befand sich auf der Terrasse IV neben der Beladestation der Luftseilbahn Richtung Alpnach Dorf. Diese Standseilbahn wurde im Jahr 1930 durch einen Hangrutsch zerstört und sofort wieder aufgebaut.
Bis zu 200 Personen arbeiteten im Guber, viele davon Gastarbeiter aus Italien. Im Rekordjahr 1929 wurden 25'000 Tonnen Stein abgebaut. Während des Zweiten Weltkriegs ging die Nachfrage immer mehr zurück, nur noch 80 bis 90 Personen arbeiteten im Guber. Nach dem Krieg kamen wieder italienische Arbeiter in den Guber, die meisten aus der Region Udine. Anfang der 1970er-Jahre arbeiten im Guber 100 bis 120 Personen. Durch die Rezession und die Konkurrenz günstiger Pflastersteine aus dem Ausland war ein Arbeitsplatzabbau nötig, so dass es 1978 nur noch 30 Beschäftigte gab. 1986 wurde der Betrieb eingestellt.
1987 wurde die heutige Guber Natursteine AG gegründet. Der Betrieb wird seitdem hauptsächlich mit Arbeitern aus Portugal aufrechterhalten. 1988 wurde die Guberbahn abgerissen, der Abtransport geschieht seitdem mit Lastwagen.

## Der Stein
Der Stein setzt sich zusammen aus 75 % Kalkstein, 18 % Quarz, 5 % Feldspat und 2 % anderen Mineralien. Der Quarzsandstein ist besonders hart. Aufgrund des hohen Quarzgehalts hat er eine gute Widerstandsfähigkeit und eine natürliche Abrasion. Er hat eine geringe Wasseraufnahme, eine hohe Druckfestigkeit und ist gut spaltbar. Durch diese Eigenschaften ist er als Baumaterial gut geeignet.

## Abbau und Verwendung
Der Steinbruch wird betrieben von der Guber Natursteine AG. Diese beschäftigte 2004 rund 40 Mitarbeiter und baute in dieser Zeit pro Jahr etwa 25'000 bis 35'000 Tonnen Natursteine ab. Davon wurden rund 7'000 Tonnen zu Pflastersteinen verarbeitet. 2013 betrug die jährliche Produktion 60'000 Tonnen. Im Jahr 2019 beschäftigte das Unternehmen 57 Mitarbeiter und produziert jährlich rund 12'000 Tonnen Pflastersteine.
Zur Weiterverarbeitung werden die Steine gespalten, gesägt und auch geflammt. Trotz moderner Maschinen ist immer noch ein wesentlicher Teil Handarbeit. Das fertige Produkt wird im Innen- und Aussenbereich eingesetzt, als Pflastersteine, geflammte Platten und polierte Platten.
Eine Besonderheit des Betriebs ist die Verarbeitung von Pflastersteinen mit einer Oberflächentoleranz von maximal drei Millimetern. Dadurch kann mit den Steinen eine behindertengerechte Pflästerung erstellt werden. Zur Verarbeitung dieser Steine hat die Firma eigens eine besondere Maschine entwickelt.

## Filme
- «Guber – Arbeit im Stein», Dokumentarfilm  1979 von Hans-Ulrich Schlumpf zur Geschichte und dem harten Arbeitsalltag auf dem «Guber», dem letzten Steinbruch nördlich der Alpen im Kanton Obwalden.[6][7]